# Harshad-tal
Et harshad-tal eller et Niven-tal er et tal som er deleligt med summen af sine cifre i et givet talsystem. Harshad-tal blev defineret af den indiske matematiker D.R. Kaprekar. Ordet harshad kommer fra sanskrit og betyder "stor glæde". Niven-tal henviser til en artikel fra 1997 af Ivan M. Niven til en konference i talteori.
Alle etcifrede tal er harshad-tal. De tocifrede harshad-tal i titalssystemet er
10, 12, 18,  20, 21, 24, 27, 30, 36, 40, 42, 45, 48, 50, 54, 60, 63, 70, 72, 80, 81, 84, 90, 
Et primtal kan kun være et harshad-tal, hvis det er mindre end eller lig med basen for talsystemet.